# アラベラ・エリザベス・ルーペル
アラベラ・エリザベス・ルーペル（Arabella Elizabeth Roupell、1817年3月23日 - 1914年7月31日）は、イギリスの植物画家である。匿名で出版された、『女性の描いた南アフリカの花』（"Specimens of the flora of South Africa by a Lady"）で知られる。

## 略歴
シュロップシャーの教区牧師で大地主の娘に生まれた。1840年にイギリス東インド会社の士官のトーマス・ボーン・ルーペルと結婚した。1843年に子供が生まれた後、夫がケープ植民地に派遣され、夫とともにケープに渡った.。2年間の南アフリカ滞在中に、余暇に目に付いた現地の花の絵を描き始めた。ケープを訪れ、同じホテルに滞在していたカルカッタ植物園のナサニエル・ウォーリッチがルーペルの絵のすばらしさに驚き、一緒に植物採集し、家族をケープに滞在する天文学者のトーマス・マクレア夫妻に紹介し、メアリー・マクレアと生涯の友人となった。実業家でケープタウン植物園を創立したフォン・ルドヴィヒ（Carl Ferdinand Heinrich von Ludwig）やキューガーデンから派遣されたプラントハンターのジェームズ・ボウイ などとも親しくなった。
1945年にマドラスに戻り、植物画を描き続けた。ウォーリッチが植物園を退職し1846年にロンドンに戻ると、ルーペルの絵をキューガーデン園長のウィリアム・ジャクソン・フッカーに見せた。出版されることが決まり、義理の兄弟の植物学者ジョージ・ルーペルと10点の絵が選ばれ、有名な版画家、ポール・ゴーチ（Paul Gauci）が版を製作し、アイルランドの植物学者、ウィリアム・ヘンリー・ハーヴィーが解説を担当した。アトラスフォリオ版の豪華本は貴族・上流階級むけに100部限定で販売され、べつにヴィクトリア女王、アルバート王子、東インド会社総督に献じられた.。イギリス内外で好評であり、コレクションの対象となった。
1858年に夫は東インド会社を退職するまでに、インドのコインバトールやカッダロールの民事裁判所判事（sessions judge）を務めた。アラベラは庭園の世話をしたり、父親の遺産で受け取った屋敷などで過ごした。
出版されなかったアラベラの原画は1950年にIlltyd Pole-Evansによって発見され、1951年にヨハネスブルグ・パブリック・ライブラリで展示された後、ケープタウン大学に寄贈され、ボルス標本館（Bolus Herbarium）に収蔵された。1964年にそのうちの11点が『続女性の描いたケープの花』（"More Cape Flowers by a Lady"）の表題で刊行された。
ヤマモガシ科の種、Protea roupelliaeに献名された。

## ルーペルの植物画

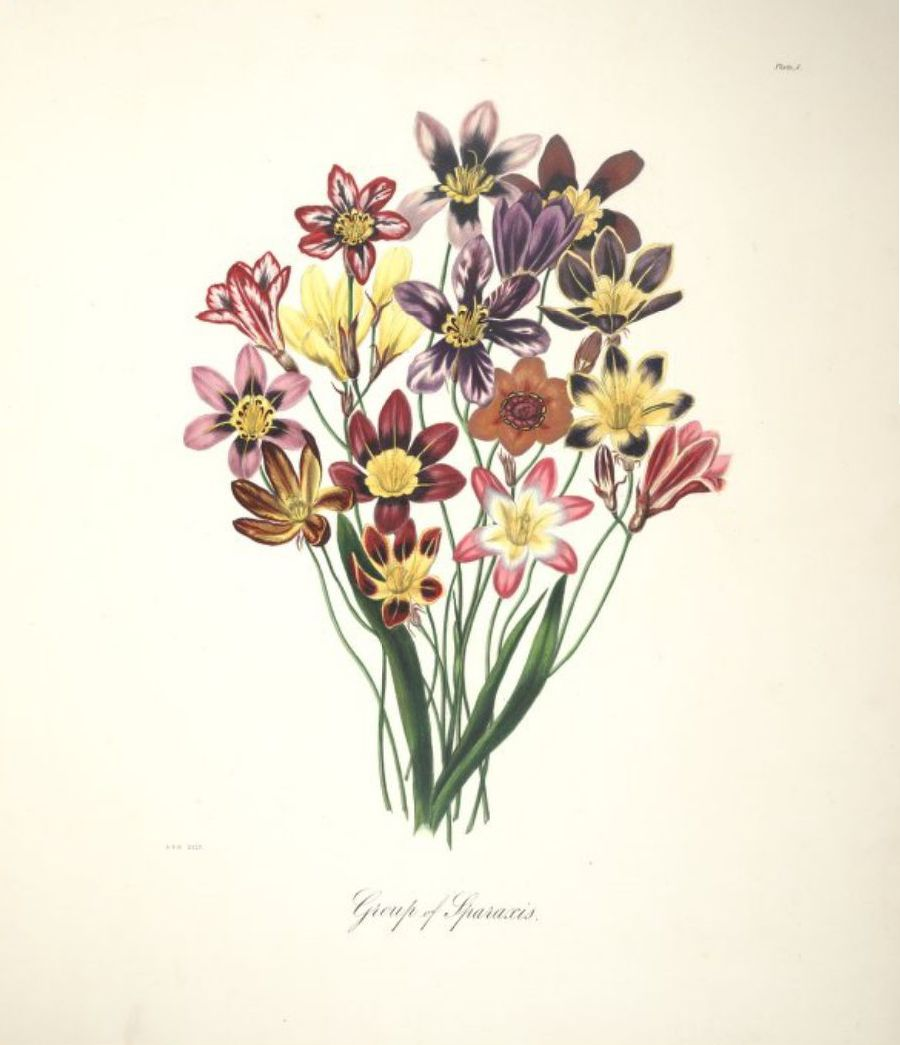
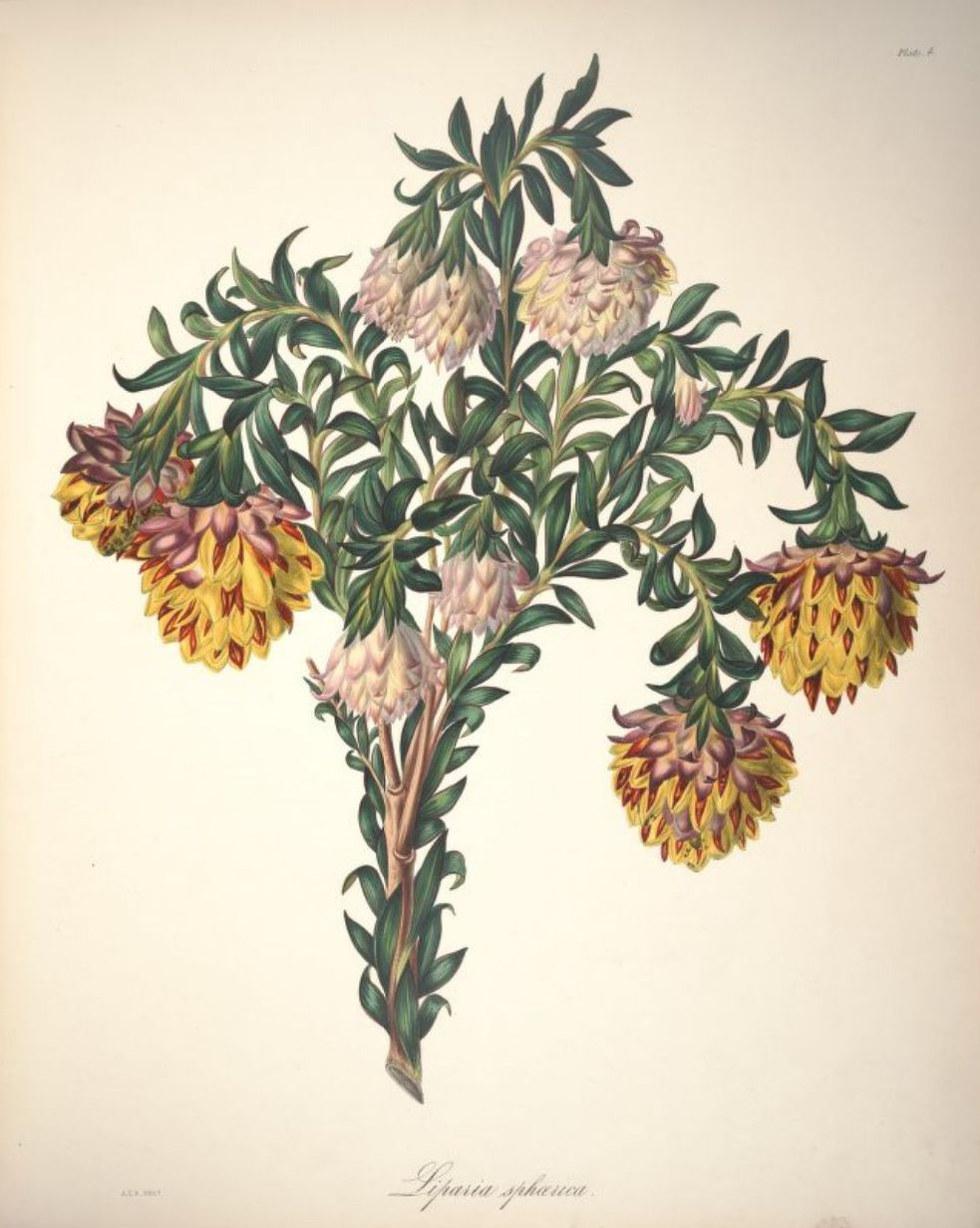
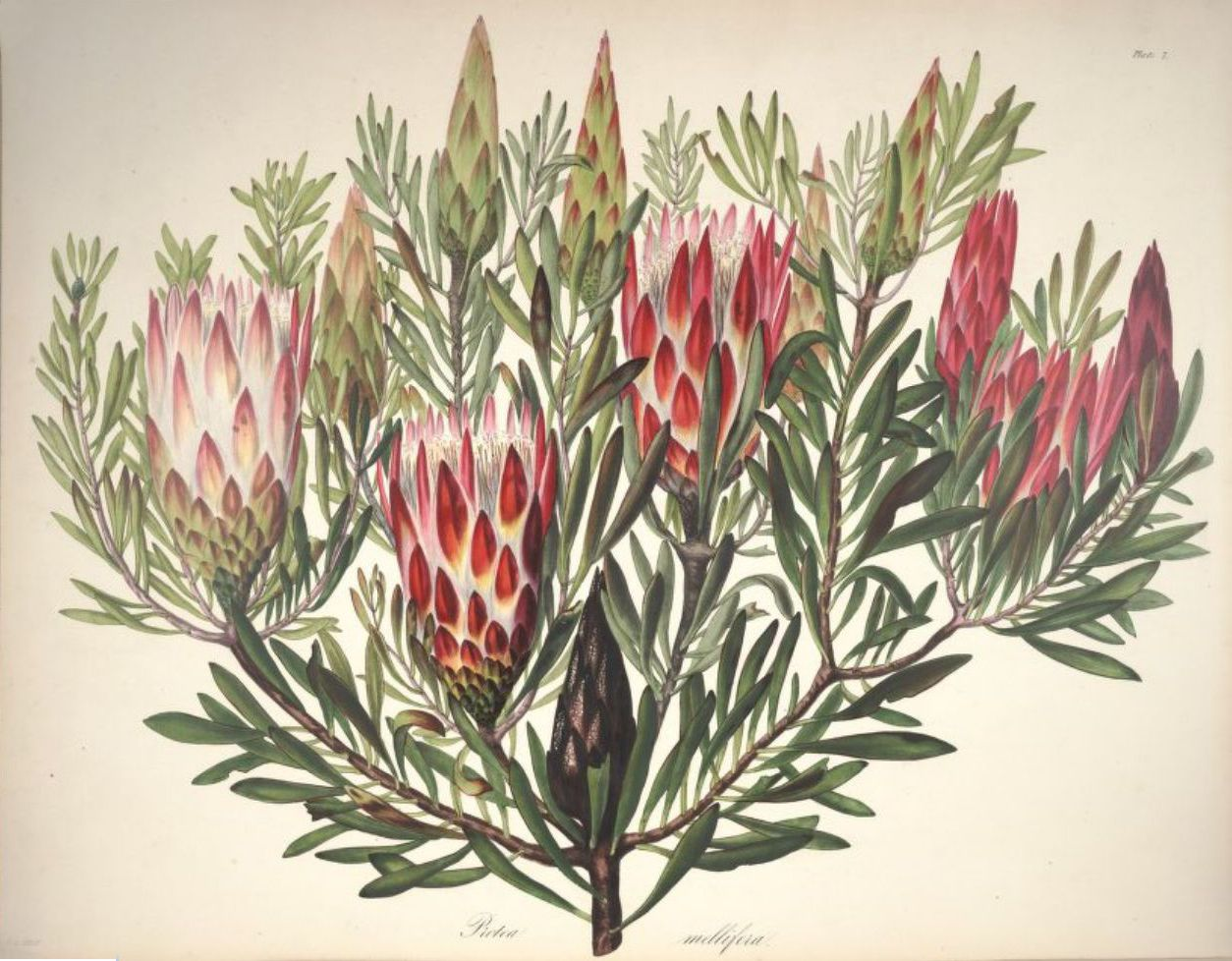
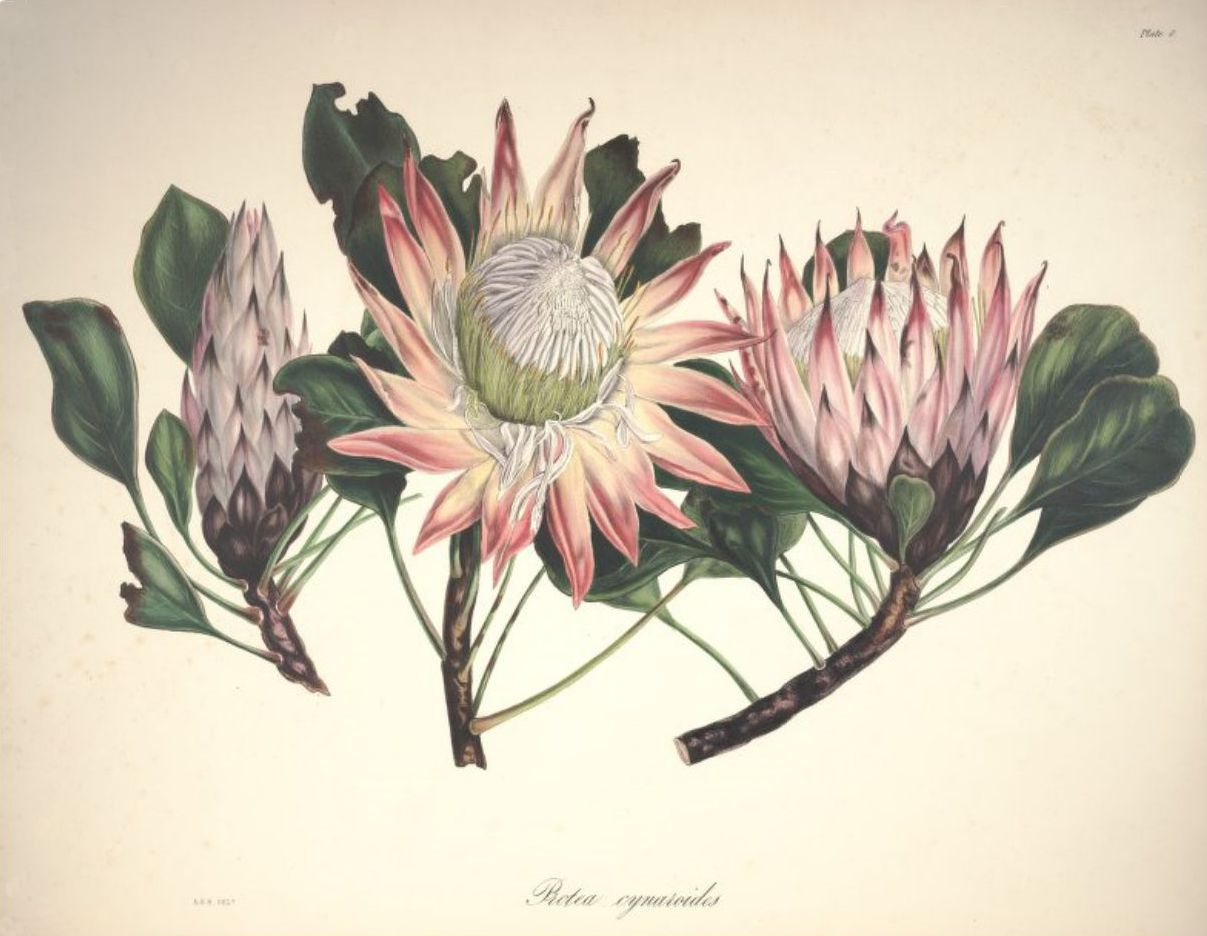

## 評伝
- Arabella Roupell: Pioneer Artist of Cape Flowers – Allan Bird (Johannesburg: The South African Natural History Publication Company, 1975) ISBN 0-620-01917-4